# Raúl Diago
Raúl Diago Izquierdo (ur. 1 sierpnia 1967 w Matanzas) – siatkarz pochodzący z Kuby. Trzy razy występował na igrzyskach olimpijskich w Barcelonie, Atlancie i Sydney. Uzyskał tytuł najlepszego rozgrywającego na Mistrzostwach Świata w 1998, gdzie wraz z reprezentacją Kuby zdobył trzecie miejsce.